# Lluís II de Hessen-Darmstadt
Lluís II de Hessen-Darmstadt (Darmstadt 1777 - 1848) fou Gran Duc de Hessen-Darmstadt des de 1830 fins a la seva mort, el 1848.

## Orígens familiars
Nascut a Darmstadt, capital del gran ducat de Hessen-Darmstadt, el dia 26 de desembre de 1777, era fill del gran duc Lluís I de Hessen-Darmstadt i de la landgravina Lluïsa de Hessen-Darmstadt. Lluís II era net per via paterna del landgravi Lluís IX de Hessen-Darmstadt i de l'aristòcrata Marie Adélaide Cheirouze, creada duquessa von Lemberg; mentre que per via materna ho era del landgravi Jordi Guillem de Hessen-Darmstadt i de la duquessa Luise zu Leiningen-Heidesheim

## Núpcies i descendents
El dia 19 de juny de 1804 contragué matrimoni a Karlsruhe amb la princesa Guillemina de Baden, filla del príncep hereu Carles Lluís de Baden i de la landgravina Amàlia de Hessen-Darmstadt. La parella tingué cinc fills:
- SAR el gran duc Lluís III de Hessen-Darmstadt, nat a Darmstadt el 1807 i mort a Seeheim el 1877. Es casà en primeres núpcies a Múnic el 1833 amb la princesa Matilde de Baviera; i en segones núpcies amb la baronessa Magdalene Appel a Darmstadt el 1868.

- SA el príncep Carles de Hessen-Darmstadt, nat a Darmstadt el 1809 i mort a Darmstadt el 1877. Es casà amb la princesa Elisabet de Prússia a Berlín el 1836.

- SA la princesa Elisabet de Hessen-Darmstadt, nada a Darmstadt el 1821 i morta a Lausana el 1826.

- SA el príncep Alexandre de Hessen-Darmstadt, nat a Darmstadt el 1823 i mort a Darmstadt el 1888. Es casà morganàticament a Breslau el 1851 amb la comtessa Júlia von Hauke, creada princesa de Battenberg.

- SA la princesa Maria de Hessen-Darmstadt, nada a Darmstadt el 1824 i morta a Sant Petersburg el 1880. Es casà a Sant Petersburg el 1841 amb el tsar Alexandre II de Rússia.

Respecte a la paternitat del príncep Alexandre de Hessen-Darmstadt i de la princesa Maria de Hessen-Darmstadt, aquesta es relaciona amb el baró August von Senarclens de Grancy, membre de la cort de Darmstadt.
Lluís II morí a Darmstadt el dia 16 de juny de 1848 a l'edat de 71 anys, dotze anys abans havia mort la seva esposa.